# لقيمات

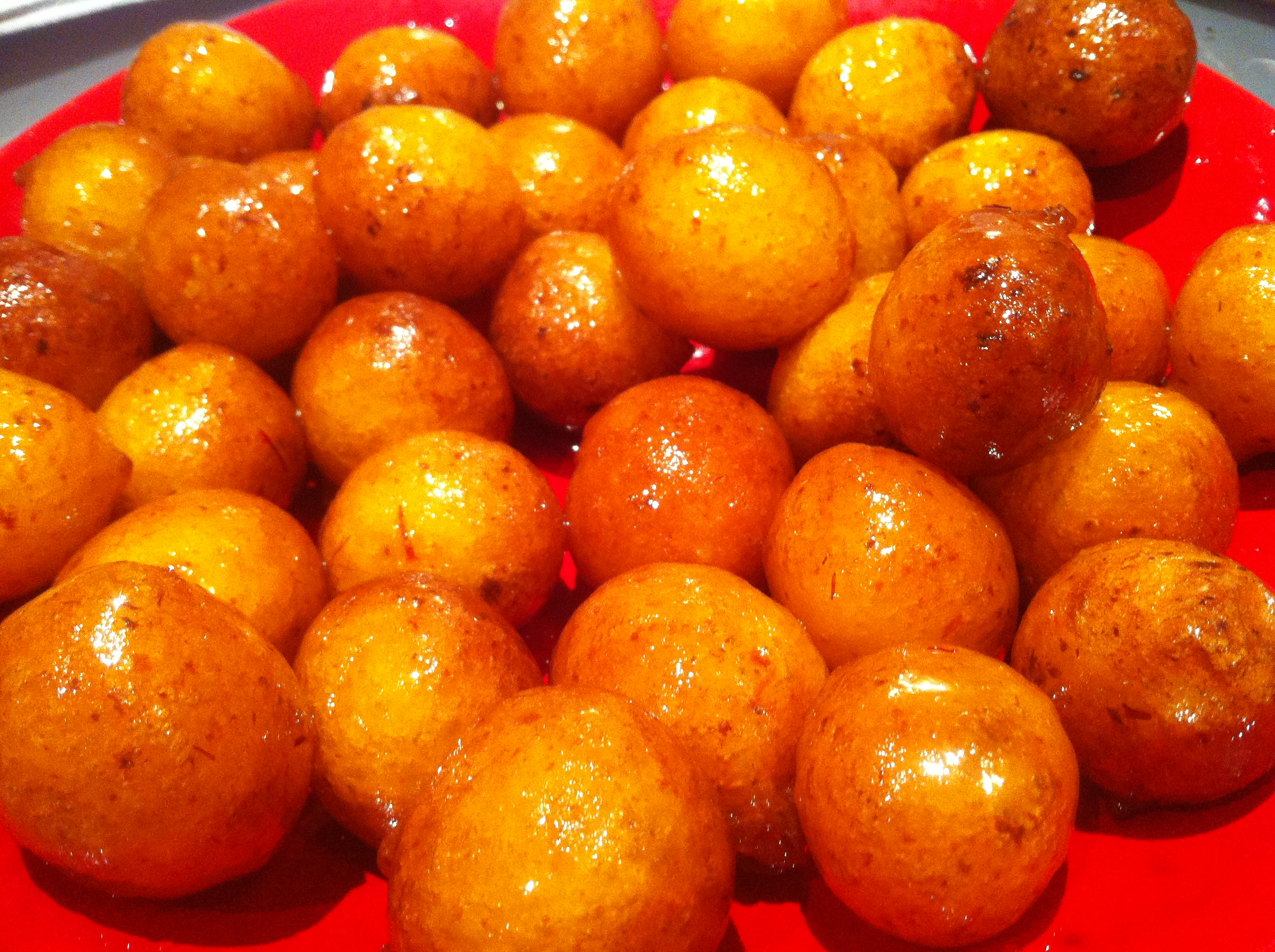
لقيمات سورية

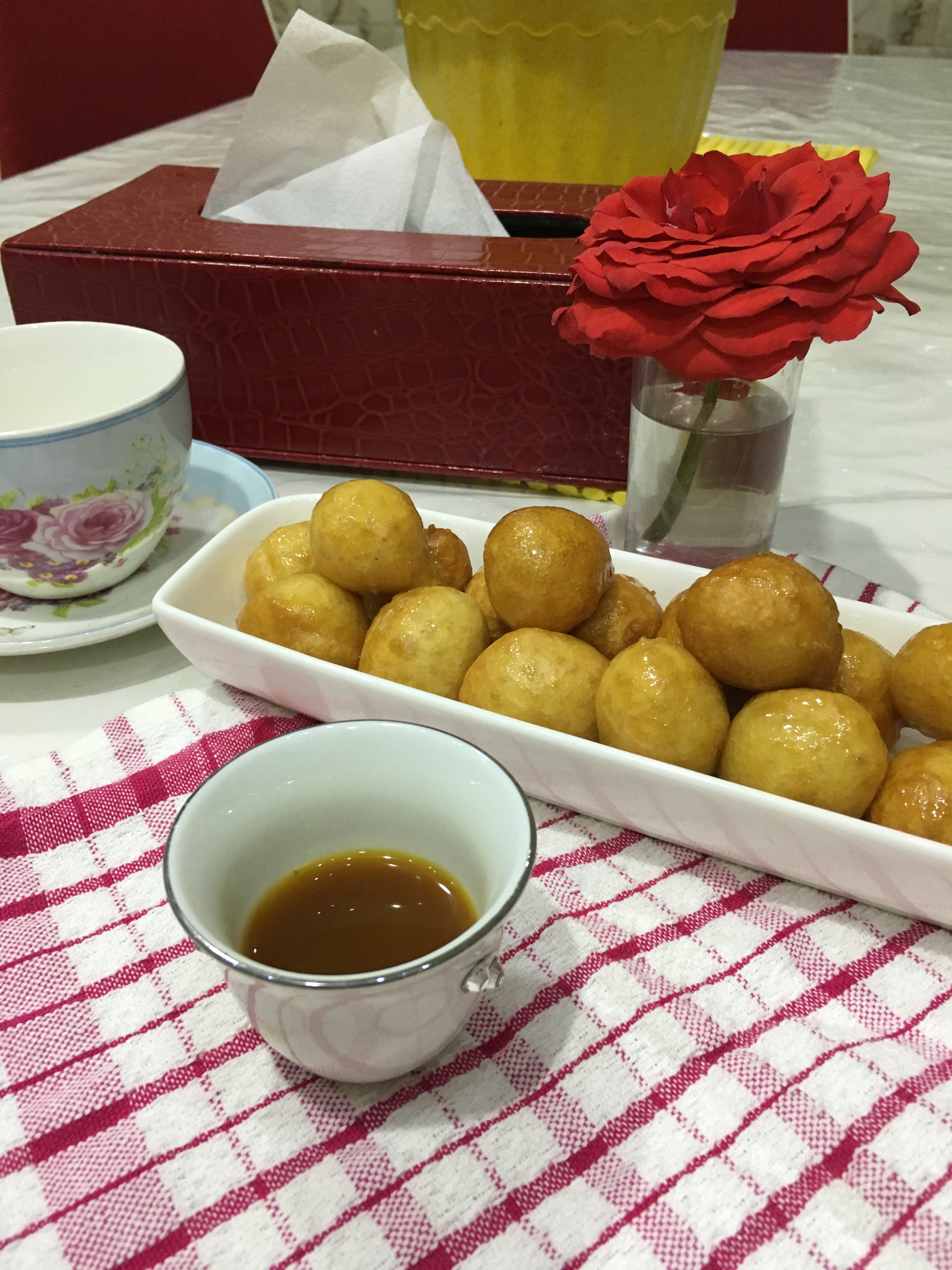
مع القهوة

اللقيمات أو العوّامة أو لقيمات القاضي هي نوع من الحلويات الشرقية المشهورة المصنوعة من كرات العجين المخمرة والمقلية، والمنقوعة في شراب أو عسل، وتغطى أحيانًا بالقرفة أو غيرها من المكونات. وصفها محمد بن حسن البغدادي باسم (لُقْمَةُ ٱلْقَاضِيِ) في وقت مبكر من القرن الثالث عشر.

## أصل لقمة القاضي
سميت لقمة القاضي في القرن الثالث عشر الميلادي في بغداد وانتشرت عند العرب من ذلك الحين، وإلى الأتراك واليونانيين.

طبق من اللقيمات غير المُحَلَّاه، حيث أنه من العادة سكب دبس التمر أو الشيرة/قطر/شربات أو العسل أو غيرها من المواد المَحَلِّيَّة على اللقيمات لأكله.

تجمع شعوب البحر عادات وتقاليد مشتركة وأكلات متشابهة، فنجد أصنافاً تتخذ أسماء ومسميات عديدة، مما يثير نزاعاً طريفاً في ما بينهم حول أصلها. من بين هذه الأكلات «لقمة القاضي»، وهي حلوى منزلية سهلة التحضير على شكل كرات ذهبية هشة تذوب في الفم، وهي تشبه حلويات «الدونات» العالمية. تجمع هذه الحلوى ما بين المطبخ العربي والغربي، فقد يظن البعض أنها عربية الأصل، حيث يطلق عليها العرب «حلوى اللقيمات» أو «العوامة»، في حين أنها تعود للشعب اليوناني الذي يطلق عليها «لوكوماديس»، وهي مشهورة في قبرص أيضاً بنفس الاسم، وتعتبر من الحلويات المحلية. أما السائل العسلي المذاق «الشربات»، الذي يستخدم لتزيين حلوى اللقيمات، فتعود أصوله إلى تركيا.
أما اليهود فقد كانوا يطلقون على «لقمة القاضي» (سوفجانيوت)، وهي عبارة عن حلوى هلامية مغطاة بالسكر. وقد أطلق عليها المصريون «لقمة القاضي» أو «الزلابية»، كحلوى شهية تؤكل مع السكر البودرة أو مع السكر والشربات. وهي من الحلوى المحببة في شهر رمضان. ولا تزال هذه الحلوى تحظى بشعبية كبيرة في اليونان وهم يفضلون تناولها مع الآيس كريم بنكهة المستكة أو مع القرفة. وتقدم «لقمة القاضي» في تركيا وأغلب الدول العربية مع القهوة التركية أو الشاي بعد الوجبات أو عند استقبال الضيوف.
ظهرت «لقمة القاضي» في شوارع الإسكندرية لاختلاط المحليين باليونانيين لحقب زمنية طويلة، وهو ما أكسبها سمة الحلوى الشعبية التي تباع في الطرقات وكان أشهر من يتفنن في صنعها محل يوناني صغير اسمه «تورنازاكي» في شارع البوسطة بوسط الإسكندرية. ولا يزال هناك العديد من محال الحلويات والمخبوزات التي تخصص مكاناً خارجها، حيث يقف البائع أمام مقلاة كبيرة يغمرها الزيت لافتا أنظار الزبائن بحركة يده السريعة في تقطيع العجين مستخدما ملعقة صغيرة ليلقي بقطع منها في الزيت لتعطي شكل العوامات أو الكرات الذهبية.